# Sacramento Kings 2009-2010
La stagione 2009-10 dei Sacramento Kings fu la 61ª nella NBA per la franchigia.
I Sacramento Kings arrivarono quinti nella Pacific Division della Western Conference con un record di 25-57, non qualificandosi per i play-off.

## Roster
| N° | Naz.                       | Ruolo | Sportivo         | Anno | Alt. | Peso |
| -- | -------------------------- | ----- | ---------------- | ---- | ---- | ---- |
| 3  | Stati Uniti (bandiera)     | A     | Ime Udoka        | 1977 | 198  | 98   |
| 5  | Argentina (bandiera)       | A     | Andrés Nocioni   | 1979 | 201  | 102  |
| 7  | Stati Uniti (bandiera)     | A     | Dominic McGuire  | 1985 | 206  | 100  |
| 8  | Stati Uniti (bandiera)     | AC    | Hilton Armstrong | 1984 | 211  | 107  |
| 9  | Stati Uniti (bandiera)     | A     | Kenny Thomas     | 1977 | 201  | 118  |
| 10 | Spagna (bandiera)          | G     | Sergio Rodríguez | 1986 | 191  | 76   |
| 13 | Stati Uniti (bandiera)     | G     | Tyreke Evans     | 1989 | 198  | 100  |
| 15 | Stati Uniti (bandiera)     | G     | Joey Dorsey      | 1983 | 203  | 122  |
| 17 | Stati Uniti (bandiera)     | G     | Garrett Temple   | 1986 | 198  | 86   |
| 18 | Israele (bandiera)         | A     | Omri Casspi      | 1988 | 206  | 102  |
| 19 | Slovenia (bandiera)        | G     | Beno Udrih       | 1982 | 191  | 93   |
| 20 | Stati Uniti (bandiera)     | A     | Donté Greene     | 1988 | 211  | 103  |
| 23 | Stati Uniti (bandiera)     | G     | Kevin Martin     | 1983 | 201  | 84   |
| 24 | Stati Uniti (bandiera)     | A     | Carl Landry      | 1983 | 206  | 112  |
| 24 | Stati Uniti (bandiera)     | G     | Desmond Mason    | 1977 | 201  | 102  |
| 31 | Stati Uniti (bandiera)     | C     | Spencer Hawes    | 1988 | 213  | 111  |
| 32 | Rep. Dominicana (bandiera) | GA    | Francisco García | 1981 | 201  | 88   |
| 34 | Stati Uniti (bandiera)     | A     | Jason Thompson   | 1986 | 211  | 113  |
| 40 | Stati Uniti (bandiera)     | A     | Jon Brockman     | 1987 | 201  | 116  |
| 42 | Stati Uniti (bandiera)     | A     | Sean May         | 1984 | 206  | 121  |

## Staff tecnico
- Allenatore: Paul Westphal
- Vice-allenatori: Jim Eyen, Mario Elie, Truck Robinson, Shareef Abdur-Rahim, Pete Carril, Bryan Gates
- Preparatore fisico: Daniel Shapiro
- Preparatore atletico: Pete Youngman